# 김태우 (아나운서)
김태우(金泰佑, 1979년 11월 20일 ~)는 대한민국의 아나운서, 스포츠 캐스터이다. 현재 IB 스포츠 아나운서 팀장(이사)이다.

## 개요
건국대학교를 졸업하였다. 2005년 3월 엑스포츠에 입사하였다. 2005년 WWE 스맥다운 중계로 데뷔하였고, 2005년부터 2018년에 이르기까지 10년 이상 MLB 메이저 리그 중계를 맡고 있다. 엑스포츠, OBS, MBC SPORTS+ 채널을 통해 메이저 리그 중계 600회 이상 하며 연속성을 이어가고 있다. 박찬호의 아시아최다승을 OBS에서 중계했다. 2013년 7월 3일에는 대한민국 메이저 리그 생중계 최초로 MBC SPORTS+에서 노히트노런 경기(신시내티:샌프란시스코)를 중계하였다. 2013년 9월27일 뉴욕 양키스의 전설 마리아노 리베라의 은퇴경기를 중계하였다. 2008년~2012년까지 엑스포츠 IPSN 채널에서 KBO 프로야구 현장 중계 하였다. 2005년 라리가 중계를 비롯하여 2005년~2012까지 KBL 프로농구 중계 등을 하였다.
야구 중계 중 "90미터, 100미터"를 외치며 비거리 측정 유행어를 만들기도 하였다. 특이한 경력으로는 IBSPORTS 전신 IPSN에서 이어 SPOTV에서도 첫 방송을 했던 캐스터이다.

## 방송 활동
- 2005 ~ 2009 엑스포츠
- 2009 ~ 2019 네이버스포츠
- 2009 ~ 2011 OBS(경인방송)
- 2011 ~ 2012 SPOTV
- 2012 ~ 2014 MBC SPORTS+
- 2015 ~ 2016 MBC MLB 핫토크
- 2013 ~ 2017 JTBCJTBC 스포츠
- 2016 ~ 2017 스카이 스포츠
- 2012 ~ 현재 IB 스포츠 아나운서

메이저 리그(2005~2017년)
- MLB (메이저 리그) 중계 2005~2008 엑스포츠
- MLB (메이저 리그) 중계 2009~2011 OBS 경인TV
- MLB (메이저 리그) 중계 2012~ 현재 MBC SPORTS+
- 네이버 (김형준,김태우 MLB SHOW 메이저 리그 쇼)(2010~2013 현재) 네이버
- 아프리카TV (민훈기, 월드시리즈 전경기 중계)

프로야구(2008~2012년, 2016~ 현재)
- KBO (KBO 리그) 중계 (2008~2009년) 엑스포츠
- KBO (KBO 리그) 중계 (2010~2012년) IPSN
- KBO (KBO 리그) 중계 (2016~ 현재) 스카이 스포츠

함께한 야구 해설위원
- 기자

송재우 이종률 김형준 이태일 김성원 유신모 이석희 민훈기 박동희 손건영 박승현 도상현
- 한승훈

- 선수출신

정석 권윤민 이종도 김건우 마해영 이효봉 구경백 이경필 김용달 최익성 김소식 김용철 박노준 이광권 조진호 임호균 성민규 박재홍 손혁 조용준 강혁 양상문 이병규 박명환 이여상 조경환 이명섭 최희섭 김선우 유선우 이종범 박용진
프로농구(2006~2017)
- KBL (프로농구)현장중계 (2006~2009) 엑스포츠
- KBL (프로농구) 중계 (2009~2011)쿡TV 플러스 (iptv)SPOTV
- KBL IB SPORTS

프로레슬링(2005~2017)
- WWE 프로레슬링 중계 (2005~2008) 엑스포츠
- TNA (TNA 레슬링)(2010~2011) IPSN
- 네이버 (최고대 최고 프로레슬링편 (김태우)(성민수))(2011) 네이버 칼럼리스트

축구(2005~2020년)
- 스페인 프리메라리가 중계 (2005~2006) 엑스포츠
- AFC 아시아축구 중계 (2006~2008) 엑스포츠
- 프리미어리그 (해외축구 맨체스터 유나이티드 TV중계) (2011~2012) IPSN
- 푸스발-분데스리가 (2015~현재) JTBC3 폭스 스포츠

기타(2007~현재)
- US OPEN 테니스, KLPGA, KPGA, PGA 중계 (2007~2009) 엑스포츠
- K리그 2020

격투기(2005~현재)
- UFC 56 ~ 64
- ONE FC 1~20
- TOP FC 언더카드 2~4